# Samuel Liddell MacGregor Mathers
Samuel Liddell MacGregor Mathers (London, 8. siječnja 1854. – Pariz, 20. studenog 1918.), engleski okultist i jedan od osnivača Hermetičkog reda Zlatne Zore.

## Životopis
Poslije rane očeve smrti živio je s majkom u Bournmouthu. Još od djetinjstva zanimao se za simbolizam i misticizam.
Mathers je primljen u masonsku ložu 4. listopada 1877. godine, a 1882. učlanjen je u Rozenkrojcersko društvo u Engleskoj (Societas Rosicruciana in Anglia) gdje je upoznao Williama R. Woodmana i Williama W. Westcotta s kojima je 1888. godine osnovao Hermetički red Zlatne zore.
Nakon Woodmanove smrti 1891. godine, Mathers je preuzeo vodstvo nad Redom. U međuvremenu se 1890. oženio s Moinom Berguson, sestrom francuskog fiolozofa Henrija Bergusona, i preselio u Pariz.
Do 1900. godine došlo je do raskola u Zlatnoj Zori pa je Mathers 1901. godine osnovao magijsko društvo "Alfa i Omega".
Mathersovo učenje uključivalo je ceremonijalnu magiju, kabalu, unutrašnju alkemiju, tarot, enokijansku magiju, astrologiju, divinijaciju i egipatsku magiju.

## Djela
- Kabbalah Unveiled (1887.)
- The Key of Solomon the King (1888.)
- The Sacred Magic of abramelin the Mage (1898.)